# Бингэм, Ричард, 2-й граф Лукан
Ричард Бингхэм, 2-й граф Лукан (англ. Richard Bingham, 2nd Earl of Lucan; 4 декабря 1764 — 30 июня 1839) — ирландский пэр и политик (тори). Он был известен как Достопочтенный Ричард Бингэм с 1776 по 1795 год и лорд Бингэм с 1795 по 1799 год.

## Происхождение и карьера
Родился 4 декабря 1764 года. Единственный сын Чарльза Бингема, 1-го графа Лукана (1735—1799), и его жены Маргарет Смит (1740—1814), дочери сэра Джеймса Смита. Ричард Бингэм получил образование в Королевском колледже Святого Петра в Вестминстере и колледже Крайст-Черч в Оксфорде .
В 1790—1800 годах Ричард Бингэм заседал в Палате общин Великобритании от Сент-Олбанса.
29 марта 1799 года после смерти своего отца Ричард Бингэм унаследовал титулы 2-го графа Лукана, 2-го барона Лукана и 8-го баронета Бингэма из Каслбара, став членом Ирландской палаты лордов.
С 1800 по 1839 год — один из ирландских пэров-представителей в Палате лордов Великобритании.

## Семья
26 мая 1794 года Ричард Бингэм женился на леди Элизабет Беласис (17 января 1770 — 24 марта 1819), третьей дочери Генри Беласиса, 2-го графа Фоконберга (1742—1802) и бывшей жене Бернарда Говарда, 12-го герцога Норфолка (1765—1842). Супруги расстались в 1804 году. У графа и леди Лукан было пять дочерей и два сына :
- Леди Энн Бингэм (? — 28 октября 1850), она вышла замуж в 1816 году за Александра Мюррея.
- Леди Джорджиана Бингэм (? — 1 июля 1849), в 1821 году она вышла змуж за Чарльза Невилла, от брака с которым у неё было двое детей.
- Леди Элизабет Бингэм (ок. 1795 — 9 сентября 1838), в 1815 году она вышла замуж за политика Джорджа Харкорта[англ.] (1785—1861), от брака с которым у неё была одна дочь.
- Леди Луиза Бингэм (1 марта 1798 — 16 апреля 1882), в 1817 году она вышла замуж за Фрэнсиса Уимса-Чартериса, 9-го графа Уимса (1796—1883), от брака с которым у неё было восемь детей.
- Фельдмаршал Джордж Чарльз Бингэм, 3-й граф Лукан (16 апреля 1800 — 10 ноября 1888), старший сын и преемник отца.
- Достопочтенный Ричард Камден Бингэм (2 мая 1801 — 23 января 1872), дипломат[6]. С 1848 года был женат на Мэри Томас, от брака с которой не имел детей.

Ричард Бингэм скончалсяв возрасте 74 лет в своей резиденции на Серпентайн-Террас, Найтсбридж, и ему наследовал его старший сын Джордж.